# Goyapriset för bästa kvinnliga huvudroll
Goyapriset för bästa kvinnliga huvudroll (spanska Premio Goya a la mejor interpretación masculina protagonista) är en priskategori för Goyapriset, det största filmpris som delas ut i Spanien.
Listan visar den vinnande skådespelaren i fet stil, följd av de nomineringarna.

## 1980-talet
- 1987: Amparo Rivelles – Hay que deshacer la casa
  - Victoria Abril – Tiempo de silencio
  - Ángela Molina – La mitad del cielo

- 1988: Verónica Forqué – La vida alegre
  - Victoria Abril – Fly för livet (El lute: camina o revienta)
  - Irene Gutiérrez Caba – La casa de Bernarda Alba

- 1989: Carmen Maura – Kvinnor på gränsen till nervsammanbrott (Mujeres al borde de un ataque de nervios)
  - Victoria Abril – Baton Rouge (Bâton rouge)
  - Ana Belén – Miss Caribe
  - Ángela Molina – Luces y sombras
  - María Fernanda D’Ocón – Caminos de tiza

## 1990-talet
- 1990: Rafaela Aparicio – El mar y el tiempo
  - Victoria Abril – Si te dicen que caí
  - Ana Belén – El vuelo de la paloma
  - Verónica Forqué – Bajarse al moro
  - Ángela Molina – Las cosas del querer

- 1991: Carmen Maura – Ay, Carmela (¡Ay, Carmela!)
  - Victoria Abril – Bind mig, älska mig (¡Átame!)
  - Charo López – Lo más natural

- 1992: Silvia Munt – Alas de mariposa
  - Victoria Abril – Amantes (Amantes)
  - Maribel Verdú – Amantes (Amantes)

- 1993: Ariadna Gil – Belle epoque (Belle epoque)
  - Penélope Cruz – Jamon Jamon (Jamón, jamón)
  - Assumpta Serna – The Fencing Master (El maestro de esgrima)

- 1994: Verónica Forqué – Kika (Kika)
  - Carmen Maura – Sombras en una batalla
  - Emma Suárez – La ardilla roja

- 1995: Cristina Marcos – Todos los hombres sois iguales
  - Ana Belén – La pasión turca
  - Ruth Gabriel – Días contados

- 1996: Victoria Abril – Nadie hablará de nosotras cuando hayamos muerto
  - Ariadna Gil – Antártida
  - Marisa Paredes – La flor de mi secreto (La flor de mi secreto)

- 1997: Emma Suárez – El perro del hortelano
  - Ana Torrent – Tesis (Tesis)
  - Concha Velasco – Más allá del jardín

- 1998: Cecilia Roth – Martin
  - Maribel Verdú – La buena estrella
  - Julia Gutiérrez Caba – El color de las nubes

- 1999: Penélope Cruz – The Girl of Your Dreams (La niña de tus ojos)
  - Cayetana Guillén Cuervo – El abuelo
  - Najwa Nimri – De älskande vid polcirkeln (Los amantes del Círculo Polar)
  - Leonor Watling – La hora de los valientes

## 2000-talet
- 2000: Cecilia Roth – Allt om min mamma (Todo sobre mi madre)
  - Ariadna Gil – Lágrimas Negras – Schwarze Tränen (Lágrimas negras)
  - Carmen Maura – Lisboa (Lisboa)
  - Mercedes Sampietro – Cuando vuelvas a mi lado

- 2001: Carmen Maura – La comunidad (La comunidad)
  - Icíar Bollaín – Leo
  - Lydia Bosch – You’re the One (una historia de entonces)
  - Adriana Ozores – Plenilunio

- 2002: Pilar López de Ayala – Juana la Loca
  - Victoria Abril – Sin noticias de Dios
  - Nicole Kidman – The Others
  - Paz Vega – Sólo mía

- 2003: Mercedes Sampietro – Lugares comunes
  - Ana Fernández – Historia de un beso
  - Adriana Ozores – La vida de nadie
  - Leonor Watling – A mi madre le gustan las mujeres

- 2004: Laia Marull – Ta mina ögon (Te doy mis ojos)
  - Ariadna Gil – Soldados de Salamina
  - Adriana Ozores – La suerte dormida
  - Sarah Polley – Mitt liv utan mig (Mi vida sin mí)

- 2005: Lola Dueñas – Gråta med ett leende (Mar adentro)
  - Pilar Bardem – María querida
  - Ana Belén – Cosas que hacen que la vida valga la pena
  - Penélope Cruz – Don't Move (Non ti muovere)

- 2006: Candela Peña – Princesas (Princesas)
  - Adriana Ozores – Heroína
  - Nathalie Poza – Malas temporadas
  - Emma Vilarasau – Para que no me olvides

- 2007: Penélope Cruz – Att återvända (Volver)
  - Silvia Abascal – La dama boba
  - Marta Etura – AzulOscuroCasiNegro
  - Maribel Verdú – Pans labyrint (El laberinto del fauno)

- 2008: Maribel Verdú – Siete mesas de billar francés
  - Blanca Portillo – Siete mesas de billar francés
  - Belén Rueda – Barnhemmet (El orfanato)
  - Emma Suárez – Bajo las estrellas

- 2009: Carme Elías – Camino
  - Verónica Echegui – El patio de mi cárcel
  - Ariadna Gil – Sólo quiero caminar
  - Maribel Verdú – Los girasoles ciegos

## 2010-talet
- 2010: Lola Dueñas – Yo, también - Jag med (Yo, también)
  - Penélope Cruz – Brustna omfamningar (Los abrazos rotos)
  - Maribel Verdú – Solo quiero caminar
  - Rachel Weisz – Agora

- 2011: Nora Navas – Pa negre
  - Emma Suárez – La mosquitera
  - Belén Rueda – Julias ögon (Los ojos de Julia)
  - Elena Anaya – Room in Rome (Habitación en Roma)

- 2012: Elena Anaya – The Skin I Live In (La piel que habito)
  - Inma Cuesta – La voz dormida
  - Verónica Echegui – Katmandú: Un espejo en el alma
  - Salma Hayek – La chispa de la vida

- 2013: Maribel Verdú – Blancanieves
  - Penélope Cruz – Venuto al mondo
  - Aida Folch – El artista y la modelo
  - Naomi Watts – The Impossible (Lo imposible)

- 2014: Marian Álvarez – Wounded (La herida)
  - Inma Cuesta – Tres bodas de más
  - Aura Garrido – Stockholm
  - Nora Navas – We All Want What's Best for Her (Tots volem el millor per a ella)

- 2015: Bárbara Lennie – Magical Girl
  - María León – Marsella
  - Macarena Gómez – Musarañas
  - Elena Anaya – Todos están muertos

- 2016: Natalia de Molina – Techo y comida
  - Inma Cuesta – La novia
  - Penélope Cruz – Ma Ma
  - Juliette Binoche – Nadie quiere la noche

- 2017: Emma Suárez – Julieta
  - Penélope Cruz – The Queen of Spain (La reina de España)
  - Bárbara Lennie – María (y los demás)
  - Carmen Machi – The Open Door (La puerta abierta)

- 2018: Nathalie Poza – No sé decir adiós
  - Emily Mortimer – The Bookshop
  - Penélope Cruz – Loving Pablo Escobar
  - Maribel Verdú – Abracadabra

- 2019: Susi Sánchez – Den eviga söndagen (La enfermedad del domingo)
  - Najwa Nimri – Quién te cantará
  - Penélope Cruz – Alla vet (Todos lo saben)
  - Lola Dueñas – Viaje al cuarto de una madre

## 2020-talet
- 2020: Belén Cuesta – Den ändlösa skyttegraven (La trinchera infinita)
  - Penélope Cruz – Smärta och ära (Dolor y gloria)
  - Greta Fernández – A Thief's Daughter (La hija de un ladrón)
  - Marta Nieto – Madre

- 2021: Patricia López Arnaiz – Ane
  - Amaia Aberasturi – Akelarre
  - Kiti Mánver – El inconveniente
  - Candela Peña – Rosa's Wedding (La boda de Rosa)

- 2022: Blanca Portillo – Maixabel
  - Emma Suárez – Josefina
  - Petra Martínez – La vida era eso
  - Penélope Cruz – Parallella mödrar (Madres paralelas)

- 2023: Laia Costa – En sång för min dotter (Cinco lobitos)
  - Marina Foïs – The Beasts (As bestas)
  - Anna Castillo – Girasoles silvestres
  - Bárbara Lennie – Guds krokiga linjer (Los renglones torcidos de Dios)
  - Vicky Luengo – Suro